# Logib
Logib ist das Standard-Analyse-Tool für Lohngleichheitsanalysen der Schweiz. Es wurde 2006 als ein breit einsetzbares Excel-basiertes Selbsttest-Tool veröffentlicht, das erlaubt, die Lohngleichheit zwischen Frauen und Männern in einem Unternehmen oder einer öffentlichen Institution einfach zu prüfen. Mittels Logib kann ein erstes Bild davon ermittelt, wie groß die Lohnungleichheit (Gender-Pay-Gap) in einem Unternehmen ist und welche Teile davon sich nicht durch Unterschiede in den persönlichen Qualifikationen der Mitarbeitenden oder in stellenbezogenen Merkmalen erklären lassen, sondern durch das Geschlecht bedingt sind. Wenn der Geschlechtereffekt statistisch signifikant ist, liegt ein Verdacht auf Lohndiskriminierung vor. Dieser kann anschließend mit anderen Analysen weiter abgeklärt werden.
Seit 2020 ist Logib als Webapplikation verfügbar.

## Logib in der Schweiz
Logib wurde 2006 vom Büro für arbeits- und sozialpolitische Studien BASS im Auftrag des Eidgenössischen Büros für die Gleichstellung von Frau und Mann EBG für die Schweiz entwickelt und basiert auf der gleichen Methode, welche auch für die Lohnkontrollen im Schweizer Beschaffungswesen angewandt wird. Die technische Realisierung erfolgte durch Rothen ecotronics. Logib ist geeignet für Unternehmen mit mindestens 50 Mitarbeitenden. Die Software kann von der Webseite des EBG heruntergeladen  und von den Unternehmen selbständig angewendet werden. Die Praxisanleitung „Logib Schritt für Schritt“  unterstützt diesen Selbsttest.
Mit der Revision des Gleichstellungsgesetzes vom 1. Juli 2020 muss der Bund  allen Arbeitgeberinnen und Arbeitgebern ein kostenloses Standard‑Analyse-Tool zur Verfügung stellen (Art. 13c Abs. 2 GlG).

## Logib international
Logib wurde 2009 für Deutschland (Logib-D) und Luxemburg (Logib-Lux) adaptiert. Auch die EU propagiert Logib als ein mögliches Instrument zur Verringerung der Lohnungleichheit (Jan 2011). Auch die UNO hat Interesse am Instrument gezeigt: Es wurde im Februar 2011 im Rahmen der 55. Sitzung der Frauenrechtskommission vorgestellt.

## Die Methode von Logib
Logib basiert auf ökonomisch-statistischen Analysemethoden. Zentraler Bestandteil ist die Methode der Regressionsanalyse. Regressionsanalysen werden üblicherweise für gesamtwirtschaftliche Diskriminierungsschätzungen verwendet. Unter gewissen Voraussetzungen (genügende Firmengröße, genügender Frauenanteil) lässt sich das Verfahren auch auf einzelne Unternehmen anwenden. Die Methode erlaubt es, den isolierten Einfluss verschiedener Faktoren auf den Lohn zu messen:
In der standardisierten Logib-Analyse wird ermittelt, welcher Teil der Lohndifferenz zwischen Frauen und Männern durch persönliche Qualifikationsmerkmale (Ausbildung, Dienstalter und potenzielle Erwerbserfahrung, sogenannte „Humankapitalfaktoren“) oder durch Unterschiede in arbeitsplatzbezogenen Faktoren (berufliche Stellung und Anforderungsniveau) erklärt werden kann und welcher Anteil auf das Geschlecht zurückzuführen ist und somit potenziell diskriminierend ist.
Ein weiterer Bestandteil des Instruments ist die summarische Beurteilung der Lohnsituation anhand von deskriptiv-statistischen Methoden. Diese dienen als Grundlage jeder Abklärung der geschlechtsspezifischen Lohnsituation in einer Firma und geben Auskunft über das Ausmaß der durchschnittlichen Lohndifferenz zwischen Frauen und Männern sowie über Differenzen innerhalb derselben Altersgruppen, Ausbildungsniveaus und Hierarchiestufen. Ein wichtiger Indikator ist außerdem der Frauenanteil nach Ausbildung, Alter und auf den verschiedenen Hierarchiestufen.

## Logib als Teil der Lohngleichheitsbestrebungen
Eine große Stärke von Logib ist die einfache Verbreitung und Handhabung. Unternehmen, die in diesem Test ein Problem feststellen, sind zudem oft motiviert, es auch zu lösen. Eine Herausforderung für diese Messmethode sind implizit oder explizit in den Betrieben bestehende geschlechterdiskriminierende Arbeitsbewertungen und entsprechend definierte Funktionsstufen, zum Beispiel in Form von geringerer Einreihung und Entlöhnung von frauendominierten Tätigkeiten. Ob die bestehenden Bewertungen Diskriminierungen beinhalten lässt sich mit Logib nicht direkt messen, aber oft indirekt feststellen. Da Logib nur fünf Ausprägungen der beruflichen Stellung und vier Anforderungsniveaus  unterscheidet, schlagen sich Ungleichheiten, die innerhalb einer dieser weit gefassten Gruppen bestehen, in einem schlechten Logib-Ergebnis nieder und werden somit als potenziell diskriminierend erkannt. Logib hat aber nicht den Anspruch, eine geschlechtergerechte Arbeitsbewertung zu ersetzen. Es ist eine wichtige Hilfe, aber keine alleinige Strategie für die Realisierung der Lohngleichheit zwischen Frau und Mann.
Logib kam auch beim Schweizer Projekt „Lohngleichheitsdialog“ (2009–2014) zum Einsatz, welches die Sozialpartner und die Schweizer Bundesverwaltung gemeinsam tragen. Ziel des Projekts: Mind. 100 Unternehmen sollten freiwillig prüfen, ob sie die Lohngleichheit einhalten und gegebenenfalls Maßnahmen treffen. Bis zum Projektende haben 51 Unternehmen mitgemacht.

## Anwendung im öffentlichen Beschaffungswesen
Logib-Analysen werden in der Schweiz auch bei Lohnkontrollen im öffentlichen Beschaffungswesen eingesetzt. Da ein negatives Resultat hier zu Sanktionen führen kann, wird berücksichtigt, dass der Lohn von weiteren objektiven Erklärungsfaktoren beeinflusst werden kann, die in der standardisierten Logib-Analyse nicht berücksichtigt werden. Deshalb wurde eine so genannte Toleranzschwelle von 5 % eingeführt. Erst wenn der festgestellte Unterschied zwischen Frauen- und Männerlöhnen signifikant über der Toleranzschwelle liegt, wird Lohndiskriminierung vermutet. In diesem Fall wird die Situation mit dem Unternehmen weiter abgeklärt. Es können zusätzliche, von der Firma zu bezeichnende lohnrelevante Merkmale in die statistische Analyse integriert werden. Erst wenn immer noch eine systematische, unerklärte Lohnungleichheit zwischen Frauen und Männern besteht, sind Sanktionen vorgesehen. Die Toleranzschwelle von 5 % wurde aus Verfahrensgründen und nur für die standardisierten Kontrollen im Beschaffungswesen eingeführt. Aus Perspektive des Schweizer Gleichstellungsgesetzes gilt das Gebot der Lohngleichheit absolut und die Toleranzschwelle beträgt null.